# Damięty-Narwoty
Damięty-Narwoty – wieś sołecka w Polsce położona w województwie mazowieckim, w powiecie ciechanowskim, w gminie Sońsk.
| SIMC    | Nazwa          | Rodzaj    |
| ------- | -------------- | --------- |
| 1054222 | Damięty-Prosty | część wsi |

W latach 1975–1998 miejscowość administracyjnie należała do województwa ciechanowskiego.
Damiety-Narwoty graniczą z miejscowościami: Drążewo, Chrościce, Gołotczyzna i Bieńki-Karkuty.

## Historia
Z danych z 1985 r. (Michał Marian Grzybowski „Ziemia Ciechanowska”) wynika, iż dawniej Damięty-Narwoty dzieliły się na: Damiety Narwoty, Damiety Proste, Damiety Przaski, Damiety Chrząstki.
W XVIII w. miejscowość ta należała do folwarku, którego pierwszym właścicielem był Andrzej Damięcki, a później pan Kasperski (obaj pochowani na sońskim cmentarzu). W tym czasie w lesie wybudowano piwnice do przechowywania płodów rolnych. Do dziś można jeszcze zobaczyć niektóre elementy tych konstrukcji.
Znaczną część obszaru wsi zajmuje las mieszany. W lesie tym znajdują się jeszcze obiekty z czasów II wojny światowej. Spacerując po nim można napotkać pozostałości po niemieckich bunkrach oraz „transzejach”, czyli obronnych rowach kopanych w kształcie zygzaka, które miały za zadanie uniemożliwić samolotom III Rzeszy spostrzeżenie uciekających przez nie ludzi. Do niedawna w lesie można było także zobaczyć poprzestrzelane kamienie, również z czasów ostatniej wojny. Dziś jest to o wiele trudniejsze.
Ludność wsi, tak jak i dawniej, trudni się rolnictwem. Od 2004 r. wieś znajduje się na trasie Rajdów Warszawskich.